# 张利民 (1956年)
张利民（1956年3月—），北京人，中华人民共和国外交官。

## 生平
1976年，毕业于意大利那不勒斯东方学院，进入中华人民共和国外交部工作，先后在驻意大利大使馆、外交部西欧司任职。1997年，任驻意大利大使馆参赞。1999年，任外交部西欧司参赞。2003年，任驻意大利大使馆参赞。2005年，升任驻意大利大使馆公使衔参赞。2006年6月，出任中华人民共和国驻米兰总领事。2010年5月，自驻米兰总领事离任。2012年12月，出任中华人民共和国驻圭亚那大使。2016年11月，自驻圭亚那大使离任。

## 家庭
已婚。